# Liebe in Zeiten von Corona
Liebe in Zeiten von Corona (Originaltitel: Love in the Time of Corona) ist eine US-amerikanische Miniserie, deren Titel eine Anspielung auf den Roman Die Liebe in den Zeiten der Cholera von Gabriel García Márquez ist. Die Premiere der Miniserie fand am 22. August 2020 auf dem US-Kabelsender Freeform statt. Im deutschsprachigen Raum erfolgte die Erstveröffentlichung der Miniserie am 12. März 2021 durch Disney+ via Star als Original.

## Handlung
Die Miniserie folgt vier Geschichten, in denen die Protagonisten sich während der COVID-19-Pandemie vielen Herausforderungen und Änderungen stellen müssen. Sie suchen in einer Zeit, in der sich das gesellschaftliche Leben umstellt, nach Liebe und Zugehörigkeit. 
- Als die Pandemie dafür sorgt, dass der oft verreiste Geschäftsmann James und die Hausfrau und Mutter Sade wieder ständig unter einem Dach sind, wird ihre Beziehung auf eine alles entscheidende Probe gestellt.

- Der erfolgreiche, queere Stylist Oscar und die angehende Songwriterin Elle verbindet eine komplizierte, manchmal auch nicht ganz so platonische Freundschaft.

- Die störrische Nanda will um jeden Preis den 50. Hochzeitstag gemeinsam mit ihrem Ehemann Charles verbringen. Doch dieser befindet sich derzeit in einer Reha-Einrichtung und die geltende Kontaktsperre scheint ihr Unterfangen unmöglich zu machen.

- Sophie ist gezwungen aufgrund der Pandemie vom College nach Hause zurückzukehren. Ihre Eltern Paul und Sarah haben sich bereits vor Monaten getrennt, entschließen sich aber dann doch dazu, die Quarantänezeit aus Liebe zu ihrer Tochter gemeinsam zu verbringen.

## Produktion
Am 7. Mai 2020 wurde berichtet, dass Freeform eine Miniserie in Auftrag gab, die aus vier Folgen besteht. Die Serie wurde von Joanna Johnson, Christine Sacani und Robyn Meisinger produziert. Die Produktionsfirma Anonymous Content war an der Erstellung der Miniserie beteiligt. Am 29. Juni 2020 wurde bekannt gegeben, dass Leslie Odom Jr., Nicolette Robinson, Tommy Dorfman, Rainey Qualley, Gil Bellows, Rya Kihlstedt, Ava Bellows und L. Scott Caldwell die Hauptrollen übernehmen werden. Die Dreharbeiten begannen am 29. Juni 2020 in Los Angeles mit Einsatz der Remote Technologie. Die Premiere der Miniserie erfolgte am 22. August 2020 auf Freeform.

## Besetzung und Synchronisation
Die deutsche Synchronisation entstand nach den Dialogbüchern von Gabi Voussem und Luisa Buresch sowie unter der Dialogregie von Navid Abri und Stefan Fredrich durch die Synchronfirma Interopa Film GmbH in Berlin.

### Hauptdarsteller
| Rolle  | Schauspieler       | Synchronsprecher       |
| ------ | ------------------ | ---------------------- |
| Sophie | Ava Bellows        | Magdalena Höfner       |
| Paul   | Gil Bellows        | Charles Rettinghaus    |
| Nanda  | L. Scott Caldwell  | Regina Lemnitz         |
| Oscar  | Tommy Dorfman      | Tim Schwarzmaier       |
| Sarah  | Rya Kihlstedt      | Katrin Zimmermann      |
| James  | Leslie Odom Jr.    | Fabian Oscar Wien      |
| Elle   | Rainey Qualley     | Katharina Schwarzmaier |
| Sade   | Nicolette Robinson | Damineh Hojat          |

### Nebendarsteller
| Rolle            | Schauspieler             | Synchronsprecher  |
| ---------------- | ------------------------ | ----------------- |
| Adam             | Emilio Garcia-Sanchez    | Nico Sablik       |
| Sean             | Jordan Gavaris           | Konrad Bösherz    |
| Charles          | Charlie Robinson         | Jürgen Kluckert   |
| Jordan           | Tyler Alvarez            | David Kunze       |
| Adeah            | Gail Bean                | Elisa Bannat      |
| Dedrick          | Catero Alan Colbert      | Leonhard Mahlich  |
| Kaia             | Chelsea Zhang            | Anni C. Salander  |
| Dylan            | Bryan Lillis             | Jonas Lauenstein  |
| Pflegerin Maggie | Dolorita Noonan-Robinson | Denise Gorzelanny |

## Episodenliste
| Nr. | Deutscher Titel    | Originaltitel      | Erstausstrahlung (USA) | Deutschsprachige Erstveröffentlichung (D/A/CH) | Regie          | Drehbuch         |
| --- | ------------------ | ------------------ | ---------------------- | ---------------------------------------------- | -------------- | ---------------- |
| 1   | Der Lauf der Liebe | The Course of Love | 22. Aug. 2020          | 12. März 2021                                  | Joanna Johnson | Joanna Johnson   |
| 2   | #Relationshipgoals | #RelationshipGoals | 22. Aug. 2020          | 12. März 2021                                  | Joanna Johnson | Heather Flanders |
| 3   | Ernsthaft jetzt    | Seriously Now      | 23. Aug. 2020          | 12. März 2021                                  | Joanna Johnson | Lauren Bans      |
| 4   | Liebe und Protest  | Love and Protest   | 23. Aug. 2020          | 12. März 2021                                  | Joanna Johnson | Resheida Brady   |